# Matthias Hummel
Matthias Hummel (* 3. November 1984 in Troisdorf) ist ein ehemaliger  deutscher Fußballspieler. Der Innenverteidiger spielte zuletzt für den ETSV Weiche Flensburg.

## Karriere
Hummel wechselte im Alter von 14 Jahren vom TSV Russee zu Holstein Kiel. Ab 2003 spielte er sowohl in der ersten als auch in der zweiten Mannschaft der Kieler. 2010 wechselte er zum Schleswig-Holstein-Ligisten FC Sylt. Bei diesem verpasste er in der Saison 2010/11 keine Minute. Trotzdem wechselte er im Sommer 2011 innerhalb der Liga zum ETSV Weiche. Mit diesem gelang ihm 2012 der Aufstieg in die Regionalliga Nord. Im Folgejahr gelang dem ETSV der Klassenerhalt. Im Sommer 2016 ließ Hummel seine Karriere beim ETSV Weiche ausklingen.